# Mihajlo Mihajlovič Verbickij
Mihajlo Mihajlovič Verbickij (ukr. Михайло Михайлович Вербицький, pol. Michał Werbycki); (Poljska, Javirnik Ruskij, 4. ožujka 1815. - Mlinač, 7. prosinca 1870.); je ukrajinski skladatelj i grkokatolički svećenik. Među više njegovih poznatijih glazbenih djela poput Liturgije svetog Ivana Zlatoustog (1847.), Zakletva (1868.) ili Gorštaci (1864.), ističe se skladba ukrajinske državne himne Još ne nestade Ukrajine, poznate i kao Još ne nestade slave Ukrajini. 
Smatra se jednim od istaknutijih zapadnoukrajinskih skladatelja čija skladba predstavlja temelje ukrajinske nacionalne glazbe. Dosta njegovih djela ima duhovan ili pak sjetan karakter s obzirom na to da je Ukrajina dugo težila vlastitoj neovisnosti.

## Ranija biografija
Mihajlo Verbickij rođen je u manjem ukrajinskom mjestu Javirnik Ruskij odnosno u zapadnom dijelu regije Galicija u današnjoj jugoistočnoj Poljskoj. U okolici istog mjesta pronalaze se najstarije ukrajinske drvene crkve u Poljskoj. Njegov otac Mihajlo poput njega je također bio grkokatolički svećenik. 
Nakon očeve smrti desetogodišnji Mihajlo sa svojim bratom Volodislavom seli kod istaknutog grkokatoličkog biskupa Ivana Snihurskog u veći grad Peremišlj, inače naseljen brojnim autohtonim ukrajinskim stanovništvom. Zajedno s biskupom Snihurskim, Mihajlo se 1828. godine po prvi puta profesionalno upoznaje s glazbom i počinje pjevati u crkvenom zboru.

## Vanjske poveznice
- Biografija Mihajla Verbickog (eng.)
- Napster: Glazba Mihajla Verbickog[neaktivna poveznica]